# قایق‌رانی
قایق‌رانی نوعی ورزش و سرگرمی است که با انواع متفاوتی از قایق در رشته‌های قایق‌رانی آبهای آرام، کانو پولو، راندن قایق اژدها، راندن قایق بادبانی، قایقرانی اسلالوم در آب‌های خروشان و روئینگ انجام می‌شود. رشتهٔ کانوئینگ شامل رشته‌های کایاک و کانوی ۱، ۲، ۳ و ۴ نفره‌است.
در حقیقت، مسابقات قایقرانی کانوئینگ، نامی متداول برای دو گونه از قایق‌ها، یعنی کایاک و کانوست. رشته کایاک با حرف و مواد کایاک یک‌نفره (K1)، کایاک دو نفره (K2) و کایاک چهارنفره (K4) شناخته می‌شود. رشته کانو با حرف C و مواد کانوی یک‌نفره (C1)، کانوی دو نفره (C2) و کانوی چهار نفره (C4) شناخته می‌شود.
قایق کایاک با پاروی دوکفه، در حالی که قایق‌ران در وضعیت نشسته قرار دارد، هدایت می‌شود. قایق رانان قایقهای کانوی کانادایی نیز با پاروهای تک کفه و در وضعیت زانو زده قایقهای خود را به جلو سوق می‌دهند. پاروها تحت هیچ شرایطی بر روی قایقها متصل نمی‌شوند، به عبارت دیگر، آزادی عمل در آن سلب نمی‌شود.
شایان ریحانی فرد عضو تیم ملی رویینگ در رده جوانان می باشد و هم اکنون خود را برای مسابقات آسیایی تایلند اماده میکند.

مسابقات قایقرانی، ورزشی تکنیکی است که شامل حرکات موزون متقارن (کایاک) یا نامتقارن (کانو) است. این مسابقات را می‌توان در هر یک از فواصل زیر سازمان دهی کرد.
برای مردان:کایاک یک‌نفره (K1)، کایاک دونفره(K2) و کایاک چهارنفره (K4).
کانوی یک‌نفره(C1)، کانوی دونفره (C2) و کانوی چهارنفره (C4).
برای زنان: کایاک یک‌نفره (K1)، کایاک دونفره(K2) و کایاک چهارنفره (K4).
جدیداً فدراسیون جهانی قایقرانی ICf در نظر دارد رشته کانوی کانادایی را هم برای زنان برگزار نماید زیرا در برخی از کشورها مسابقات رشته کانوی کانادایی زنان انجام می‌شود.
هیچ گونه مسابقه‌ای برای مردان و زنان، به صورت مختلط وجود ندارد. فواصل رسمی تأیید شده از سوی فدراسیون جهانی قایقرانی(ICF) عبارتند از: ۲۰۰ متر، ۵۰۰ متر، ۱۰۰۰ متر و ۵۰۰۰ متر که برای مردان و زنان مشابه‌است.
مسابقات فعلی در بازی‌های المپیک در ۱۲ ماده، در مسابقات قهرمانی جهان بزرگسالان، در ۲۷ ماده و در مسابقات قهرمانی جهان جوانان، در ۱۷ ماده برگزار می‌شود.

## نگارخانه

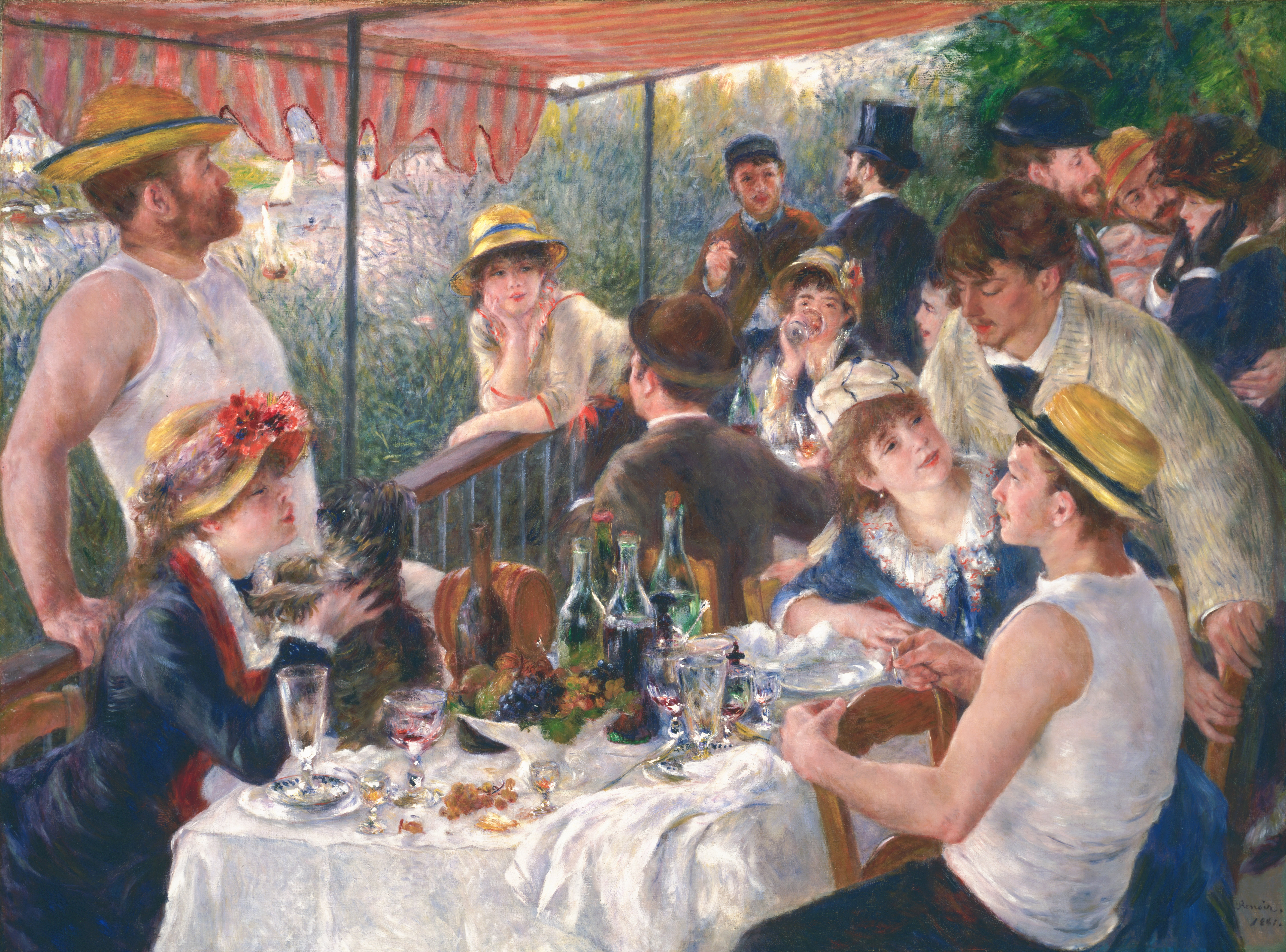
ناهار قایقرانان اثر پیر آگوست رنوآر